# Paula Gosling
Paula Louise Gosling (Detroit, 12 ottobre 1939) è una scrittrice statunitense di romanzi polizieschi.

## Biografia
Nata a Detroit nel 1939, dagli anni sessanta vive nel Regno Unito.
Dopo gli studi alla Mackenzie High School e alla Wayne State University di Detroit, dove ha ottenuto un Bachelor of Arts nel 1962, ha lavorato come copywriter prima di esordire nella narrativa nel 1974 con il romanzo Bersaglio facile premiato con un CWA New Blood Dagger.
Vincitrice di un Gold Dagger e presidente per un mandato della Crime Writers' Association, la sua opera d'esordio è stata trasposta in pellicola due volte: la prima in Cobra nel 1986, la seconda nel 1995 in Facile preda.

## Opere

### Serie Jack Stryker
- Monkey Puzzle (1985)
- Backlash (1989)
- Ricochet (2002)

### Serie Luke Abbott
- The Wychford Murders (1986)
- Death Penalties (1991)

### Serie Blackwater Bay
- The Body in Blackwater Bay (1992)
- A Few Dying Words (1993)
- The Dead of Winter (1995)
- Death and Shadows (1998)
- Underneath Every Stone (2000)

### Altri romanzi
- Bersaglio facile (A Running Duck o Fair Game o Cobra, 1974), Milano, Longanesi, 1986 traduzione di Bruno Armando ISBN 88-304-0687-2.
- The Zero Trap (1979)
- Loser's Blues o Solo Blues (1980)
- The Woman in Red (1983)
- Hoodwink (1988)

### Romanzi firmati Ainslie Skinner
- Mind's Eye o The Harrowing (1980)

### Romanzi firmati Holly Baxter
- Tears of the Dragon (2004)

### Racconti
- Mr. Felix (1987)
- The Saturday Shopper (1994)

## Filmografia
- Cobra (1986) regia di George Pan Cosmatos (soggetto)
- Facile preda (1995) regia di Andrew Sipes (soggetto)

## Alcuni riconoscimenti
- CWA New Blood Dagger: 1979 per Bersaglio facile
- Gold Dagger: 1985 per Monkey Puzzle